# Bowling

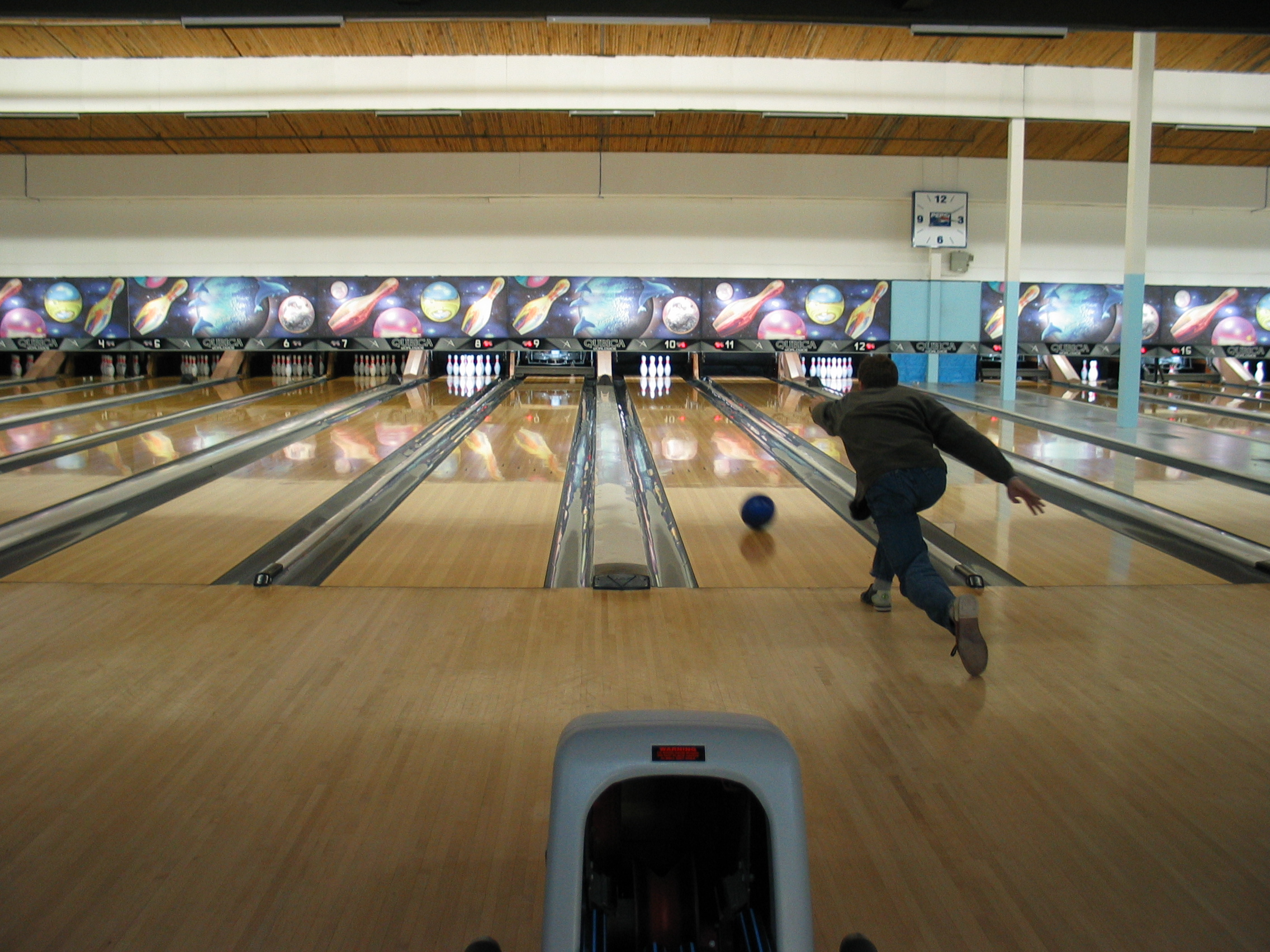
10 bábus bowling Kanadában

A bowling a bábusportok egyike, a teke rokona. A játékos célja az elgurított golyóval a 10 fabábu ledöntése. Az Amerikai Egyesült Államokban igazi kultusza van, és nagy nézettségű, pénzdíjas profi sportág.
A bowling változatai:
Pontrendszeres bowling (sokan simán bowlingként nevezik - pontok összessége számít).
Strike bowling (strike-ok száma számít)
Utolsó ‘endgame’ bowling (utolsó kör számít).

## Története
Az Amerikai Egyesült Államokban jött létre a 19. században, szabályait először 1895-ben rögzítették.

## Leírása
A pálya hossza 60 láb (18,29 m), egy sáv szélessége 42 hüvelyk (107 cm). Az 1-től 10-ig számozott bábuk (más néven: fa, fák) magassága 38,1 cm, tömegük 1530-1640 gramm. Juharfából készülnek, amit kb. két és fél milliméteres kemény műanyag burkol. Az elhelyezésük a klasszikus szabály szerint egyenlő oldalú háromszögben történik, amelyben a bábuk középpontjai 12 hüvelyk távol vannak egymástól. A modern fedettpályás elrendezésben a bábuk középpontjai 9–9–12 hüvelyk oldalhosszúságú háromszögek csúcspontjain vannak, így a tarolás nehezebbé vált.
A golyó átmérője 21,6 cm, a tömege legfeljebb 7,25 kg. A golyón jellegzetes lyukak vannak, általában 3 darab, profi versenyzők esetében személyre szabott távolságban. Az első három ujjat ebbe dugva lehet létrehozni az eredményes dobáshoz szükséges csavarást. A golyó tömör, de a belsejében a sportszergyártók által gondosan kikísérletezett, különleges formájú és tömegű mag van, ennek típusai a különféle dobástechnikákhoz igazodnak.
A pálya első kétharmada finoman fel van olajozva, a pálya üzemeltetője által választott eloszlásban, alakban. A dobás során a játékos a golyót csuklóból kissé megcsavarja, az olajozott felületen így a golyó a menetirányához képest keresztben is forog. A száraz részre érve a keresztforgás a már jobban tapadó golyó irányát is megváltoztatja, "kijön belőle a fals", a mozgási pálya határozottan ívelni kezd, és ezért nem teljesen szemből érkezik a bábuk közé. Az így eltalált bábuk egy megtervezett módon egymást döntik le, sikeres esetben egy sem marad állva. A második dobás technikája már a fennmaradt bábuk elhelyezkedése által megkívánt stratégia szerint változik.

## Szabályai
A bowlingot csoportban és egyénileg is lehet játszani. Lényege, hogy tíz mezőt (frame) kell teljesíteni, az első kilenc mezőben két lehetőségünk van a gurításra. Ha a bábukat (pin) egy gurításból letaroljuk - ezt nevezzük strike-nak, akkor a következő két gurítás eredményét a gép automatikusan hozzáadja a tarolás eredményéhez. Abban az esetben, ha másodikra döntjük le a bábukat - ez a spare -, csak a következő gurítás eredménye adódik hozzá pluszban a pontszámokhoz. A game legutolsó, 10. frame-jében strike esetén azonnal legurítjuk a 2 jutalom dobást, spare esetén pedig szintén.
A maximális 300-as eredményt 12 egymást követő strike adja.
Az eredmény nyilvántartása, számolása:
Ha nem sikerül két dobásból sem levinni az összes (10) bábut, akkor a ledobott bábuk száma adja a mező értékét (un. "nyitott" frame).
Spare-nek hívjuk (jele /), ha két dobásból visszük le a 10 bábut. E mezőhöz az ezt követő gurítás eredménye adódik hozzá.
Strike-nak nevezzük jele (X), ha az első gurításra ledöntjük mind a 10 bábut. Ilyenkor elmarad a második gurítás. E mezőhöz a következő két gurítás eredménye is hozzáadódik.
Ha egy játékos a 10. mezőt is hibátlanul teljesíti, akkor ezt követően kap még egy ún. "bónuszdobást", mely spare esetén egy, strike esetén pedig plusz két dobást jelent.
Lényegében minden frame-ben 30 pontot lehet elérni, így a 10 mező adja a maximum 300 pontot, amit tehát úgy lehet elérni, hogy a lehetséges 10 kezdő + 2 bónuszdobás mindegyike strike.
Splitről beszélünk akkor, ha az első gurítás után különlegesen nehéz vagy egyáltalán nem vehető állás marad fenn, de az 1-es fa már nem áll.
Érvénytelennek számítanak azok a gurítások, amikor belépünk a pályára, illetve azok, amikor a golyók a pályán kívüli csatornákba (gutter) érkeznek.

## Magyarországon
A Tekeszövetség 1989-ben Budapesten a Novotel Szállóban rendezte meg az első magyar amatőr bowlingbajnokságot.
A sportág első amatőr bajnokai:
a nőknél Vizi Hajnalka,
a férfiaknál Labancz Imre.
Forrás:https://adt.arcanum.com/hu/view/Nepszabadsag_1989_12/?query=m%C3%A1s+ez+a+bowling+mik%C3%B6zben+vil%C3%A1gszerte+egyre+n%C3%A9pszer%C5%B1bb+j%C3%A1t%C3%A9k+a+bowling%2C+idehaza+t%C3%B6bbnyire&pg=158&layout=s
https://adt.arcanum.com/hu/view/KepesSport_1989_2/?query=Vizi+hajnalka+%C3%A9s+labancz+imre+volt+a+gy%C5%91ztese+az+els%C5%91+magyar+bowling+versenynek&pg=813&layout=s
https://adt.arcanum.com/hu/view/NemzetiSport_1989_12/?query=bowlingosok+a+novotelben+el%C5%91sz%C3%B6r+hirdettek+bajnokot+tapst%C3%B3l+volt+hangos+a+h%C3%A9t+v%C3%A9g%C3%A9n&pg=105&layout=s
A MATESZ-en belül még 1989-ben létrejött a Bowling Szekció, (vezetője Domonkos Dénes), majd 1996 júliusában a Magyar Bowling Szövetség (MABOSZ). Első elnöke és a szövetség szabályzatának vezetője Nagy Gábor (Agárdi Viking BC.) volt. A MATESZ és a MABOSZ 1996. decemberben Magyar Bábusportok Szövetsége néven egyesült, de ezen belül mindkét szövetség megtartotta önállóságát. A Szövetség nevét 2003. április 14-ével Magyar Bowling és Teke Szövetségre változtatták.
A bowling a rendszerváltással egy időben érkezett hazánkba, az első bowlingpálya 1989-ben épült. Habár hazánkban még gyermekcipőben jár ez a sportág, a hazai és nemzetközi versenyek, a barátságos mérkőzések, az ezek révén kötődő ismeretségek és barátságok sok szakmai segítséggel és tanulással párosulnak, így hamarosan a magyar bowlingsport is eljut a játék tökéletes megismeréséhez és elsajátításához. A Magyar Bowling Szövetség (MABOSZ) 1996 decemberében alakult.
Ma Magyarországon 16 "profi" bowlingklub létezik, amelyekben kb. 200-300 igazolt versenyző játszik. Van olyan klub, amely több csapattal vesz részt a most folyó csapatbajnokságban, így jelenleg 20 csapat küzd a hazai bajnoki címért. Budapesten épült a legtöbb bowlingpálya, de számos vidéki város is dicsekedhet elsőrangú bowlingpályával: a pályák közül már jó néhány nemzetközi szintű, de vannak köztük kevésbé korszerűek is (ez utóbbiakat nevezzük zsinóros vagy madzagos pályáknak, ezzel szemben a "seprűs" a modernebb).
Kiemelkedő nemzetközi eredmények:
- Holczer Tamás, 2. hely, European Gold Cup, 1995,  Bécs
- Saródy(Haják) Zita - Sallai Mátyás, vegyes páros 3. hely European Gold Cup, 1997,  ’s-Hertogenbosch
- Tomajága Kinga - Sallai Mátyás vegyes páros 1. hely, European Gold Cup, 1998,  Netánja
- Sallai Mátyás, egyéni 2. hely European Gold Cup, 1998,  Netánja
- Csörsz Dorottya, egyéni 3. hely European Gold Cup 2004,  Kijev
- Dosztály Sarolta, egyéni 3. hely European Gold Cup 2005,  Róma
- Horváth Dániel, egyéni 2. hely European Gold Cup 2007,  Páfosz
- ifj. Bódis György, Masters 3. hely, Ifjúsági Európa-bajnokság 2007,  Szaloniki
- Ködmön Dávid, Masters 5. hely, Ifjúsági Európa-bajnokság, 2007, Szaloniki